# Pohnpei
Pohnpei (até 1984 designada Ponape e anteriormente Bonabi) é uma das ilhas que constituem os Estados Federados da Micronésia, sendo simultaneamente o nome de um dos quatro estados que constituem aquela federação, o qual recebe o nome da sua ilha principal, uma das ilhas Seniavin (ou Senyavin). Nela encontra-se a capital federal, a cidade de Paliquir.
O território do estado de Pohnpei tem uma superfície de 372 km², estando constituído por uma ilha principal (Pohnpei) e 161 pequenas ilhas e atóis. A sua altitude máxima, 791 m, encontra-se num pico remanescente de um vulcão extinto.

## História
Em Pohnpei encontram-se interessantes ruínas duma civilização micronésia, destacando as ruínas de Nan Madol.
Pohnpei, como as Ilhas Senyavin, foi uma das ilhas mais tardiamente descobertas por acidente: foi avistada por primeira vez pelo navegante russo Fiodor Petrovich Litke em 1828, mais de dois séculos depois que o resto das Ilhas Carolinas. Nesta ilha encontrou-se a principal sede de governo das Carolinas, chamada comummente a colónia, adjacente à capital atual, Paliquir.
Após a Guerra Hispano-Americana, a Alemanha comprou a ilha à Espanha; sob soberania alemã, a colónia foi nomeada oficialmente Kolonia. Pohnpei foi ocupada pelo Japão durante a Primeira Guerra Mundial, após a qual a Sociedade das Nações declarou que as ilhas Carolinas deviam passar para a administração japonesa, como dívida de guerra pela derrota alemã, junto com as ilhas Marshall e as Marianas (excepto Guam, território norte-americano).
Durante a Segunda Guerra Mundial a ilha foi ocupada durante as campanhas anfíbias norte-americanas entre 1943 e 1945. As instalações militares foram bombardeadas em várias ocasiões, incluindo os bombardeios dos barcos de batalha USS Massachusetts (BB-59) e USS Iowa (BB-61), assim como o ataque aéreo de Cowpens (CVL-25). Ao termo da guerra, as Ilhas Carolinas passaram a formar parte do Território em Fideicomisso das Ilhas do Pacífico.
Os Estados Federados de Micronésia obtiveram a independência em 1986. Desde então, Pohnpei foi um resguardado porto tropical sob controlo indireto dos Estados Unidos.
A população em 2001 era de 49.300 habitantes.

## Ilhas próximas

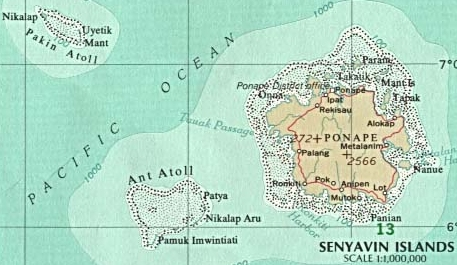
Atóis de Pakin e Ant, e ilha de Pohnpei

- O atol de Pingelap, situado vários centos de quilómetros ao leste de Pohnpei ainda que pertencente ao estado de Pohnpei, destaca pelo alto índice de acromatopsia dos seus habitantes. Esta cegueira da cor é relativamente rara, mas aparece a miúdo em comunidades com baixa variabilidade genética. Pingelap foi descrita no livro The Island of the Colorblind (a ilha dos cegos da cor) pelo neurólogo Oliver Sacks.
- As antigas ilhas artificiais de Nan Madol encontram-se próximas a Pohnpei.
- O atol Oroluk

## Mitos sobre Pohnpei
O hipotético continente de Lemúria, formulado por científicos no século XIX, foi relacionado posteriormente com Pohnpei. As lendas urdidas ao redor de Lemúria levaram a místicos franceses a relacionar estas lendas com as inusuais ruínas de Nan Madol, explicando a existência destas ruínas como o que restava emerso desse hipotético continente após um cataclismo. Posteriormente, escritores como Howard Phillips Lovecraft e August Derleth aproveitaram tais mitos para situar em Pohnpei a entrada a fantásticas civilizações de terríveis alienígenas; nos 1960 o ufólogo Erich von Däniken afirmava que as ruínas de Nan Madol e outras em Ponape se deviam à obra de extraterrestres.